# L-Funktion einer elliptischen Kurve
In der Mathematik ist die L-Funktion einer elliptischen Kurve oder Hasse-Weil-Zeta-Funktion ein wichtiges Werkzeug der Zahlentheorie.

## Definition
Sei {\displaystyle E} eine elliptische Kurve über {\displaystyle \mathbb {Q} }. Für eine Primzahl {\displaystyle p} definieren wir den lokalen Faktor {\displaystyle L_{p}(T)} der L-Reihe in {\displaystyle p} wie folgt.
Wenn {\displaystyle E} modulo {\displaystyle p} gute Reduktion hat, sei {\displaystyle N_{p}} die Anzahl der Punkte in {\displaystyle E(F_{p})} und {\displaystyle a_{p}=p+1-N_{p}}. Wir definieren dann
{\displaystyle L_{p}(T)=1-a_{p}T+pT^{2}}.
Weiter definieren wir 
{\displaystyle L_{p}(T)=1-T}, wenn {\displaystyle E} modulo {\displaystyle p} spaltende semistabile Reduktion hat,
{\displaystyle L_{p}(T)=1+T}, wenn {\displaystyle E} modulo {\displaystyle p} nicht-spaltende semistabile Reduktion hat,
{\displaystyle L_{p}(T)=1}, wenn {\displaystyle E} modulo {\displaystyle p} instabile Reduktion hat.
Die L-Reihe der elliptischen Kurve wird dann als Produkt über die lokalen Faktoren definiert:
{\displaystyle L(E,s)=\prod _{p\ {\text{Primzahl}}}{\frac {1}{L_{p}(p^{-s})}}}
Aus der von Hasse bewiesenen Ungleichung {\displaystyle \vert a_{p}\vert \leq 2{\sqrt {p}}} folgt Konvergenz und Analytizität von {\displaystyle L(E,s)} für {\displaystyle \operatorname {Re} (s)>{\tfrac {3}{2}}}.

## Beispiele
- {\displaystyle y^{2}+y=x^{3}-x^{2}-10x-20}

Die Gleichung beschreibt ein minimales Modell mit Diskriminante {\displaystyle -11^{5}}. Die einzige Primzahl schlechter Reduktion ist {\displaystyle p=11}, dort ist die Reduktion spaltend semistabil. Also ist 
{\displaystyle L(E,s)={\frac {1}{1-11^{-s}}}\prod _{p\not =11\ {\text{Primzahl}}}{\frac {1}{1-a_{p}p^{-s}+p^{1-2s}}}=}
{\displaystyle =1-{\frac {2}{2^{s}}}-{\frac {1}{3^{s}}}+{\frac {2}{4^{s}}}+{\frac {1}{5^{s}}}+{\frac {2}{6^{s}}}-{\frac {2}{7^{s}}}-{\frac {2}{9^{s}}}-{\frac {2}{10^{s}}}+{\frac {1}{11^{s}}}+\dotsb }.
- {\displaystyle y^{2}=x^{3}-11x^{2}+385}

Die Kurve hat instabile Reduktion in {\displaystyle 2} und {\displaystyle 11}, spaltende semistabile Reduktion in {\displaystyle 5} und nicht-spaltende semistabile Reduktion in {\displaystyle 7} und {\displaystyle 461}. Damit ist
{\displaystyle L(E,s)=\left((1-5^{-s})(1+7^{-s})(1+461^{-s})\right)^{-1}\prod _{p\not =2,5,7,11,461\ {\text{Primzahl}}}{\frac {1}{1-a_{p}p^{-s}+p^{1-2s}}}=}
{\displaystyle =1-{\frac {2}{3^{s}}}+{\frac {1}{5^{s}}}-{\frac {1}{7^{s}}}+{\frac {1}{9^{s}}}+{\frac {2}{13^{s}}}-{\frac {2}{15^{s}}}-{\frac {5}{17^{s}}}+{\frac {2}{21^{s}}}+\dotsb }.

## Dirichlet-Entwicklung
Die L-Reihe einer elliptischen Kurve hat eine Entwicklung als Dirichlet-Reihe:
{\displaystyle L(E,s)=\sum _{n\geq 1}{\frac {a_{n}}{n^{s}}}},
wobei die Fourier-Koeffizienten {\displaystyle a_{n}} wie folgt berechnet werden:
- {\displaystyle a_{1}=1}.
- Für eine Primzahl {\displaystyle p} ist
  - {\displaystyle a_{p}=p+1-N_{p}}, wenn {\displaystyle E} gute Reduktion in {\displaystyle p} hat,
  - {\displaystyle a_{p}=1}, wenn {\displaystyle E} spaltende semistabile Reduktion in {\displaystyle p} hat,
  - {\displaystyle a_{p}=-1}, wenn {\displaystyle E} nicht-spaltende semistabile Reduktion in {\displaystyle p} hat,
  - {\displaystyle a_{p}=0}, wenn {\displaystyle E} instabile Reduktion in {\displaystyle p} hat.
- Für eine Primzahlpotenz {\displaystyle p^{r}} ist im Falle guter Reduktion modulo {\displaystyle p} der Fourier-Koeffizient rekursiv definiert durch {\displaystyle a_{p}\cdot a_{p^{r}}=a_{p^{r+1}}+p\cdot a_{p^{r-1}}}, während im Falle schlechter Reduktion {\displaystyle a_{p^{r}}=(a_{p})^{r}} gilt.
- Für teilerfremde Zahlen {\displaystyle m,n} gilt {\displaystyle a_{mn}=a_{m}a_{n}}.

## Funktionalgleichung
Die L-Reihe einer elliptischen Kurve hat eine analytische Fortsetzung auf die gesamte komplexe Zahlenebene und erfüllt mit
{\displaystyle \Lambda (E,s):=N^{s/2}(2\pi )^{-s}\Gamma (s)L(E,s)}
für den Führer {\displaystyle N} und die Gamma-Funktion {\displaystyle \Gamma (s)} eine Funktionalgleichung
{\displaystyle \Lambda (E,s)=\operatorname {sign} (E,\mathbb {Q} )\Lambda (E,2-s)}
mit {\displaystyle \operatorname {sign} (E,\mathbb {Q} )\in \left\{1,-1\right\}}. Diese von Hasse und Weil aufgestellte Vermutung folgt aus dem Modularitätssatz. Aus der Vermutung von Birch und Swinnerton-Dyer würde {\displaystyle \operatorname {sign} (E,\mathbb {Q} )=(-1)^{\operatorname {rang} (E/\mathbb {Q} )}} folgen.